# Emil Brunner
Pour les articles homonymes, voir Brunner.
Heinrich Emil Brunner (23 décembre 1889, Winterthour - 6 avril 1966, Zurich) est un pasteur et théologien protestant suisse. Avec Karl Barth, c'est l'un des principaux théologiens protestants de XXe siècle et comme Barth, il appartient au mouvement de la néo-orthodoxie et de la théologie dialectique. Il est l'auteur d'une "Dogmatique", en trois volumes qui fait référence.

## Biographie
Heinrich Emil Brunner est né le 23 décembre 1889 à Winterthur, dans le canton de Zurich. Il étudie aux universités de Zurich et de Berlin, et obtient un doctorat de théologie à Zurich en 1913, après avoir soutenu une thèse intitulée « L'élément symbolique dans la connaissance religieuse ». En 1913-1914, il enseigne au lycée de Leeds, et y améliore son anglais. Consacré pasteur de l’Église réformée suisse, Emil Brunner est nommé pasteur dans le village de montagne d'Obstalden, dans le canton de Glaris, de 1916 à 1924. C'est là qu'il rencontre et épouse Margrit Lautenburg en 1916. Le couple aura quatre fils, dont l'un mourra dans un accident de chemin de fer en 1952.
En 1919, Brunner obtient un congé pour aller étudier à Union Theological Seminary à New York. À son retour en 1920, il est nommé Privatdozent à l'Université de Zurich. En 1924, Brunner publie Die Mystik und das Wort, une critique au vitriol de l'œuvre de Friedrich Schleiermacher, à la suite de quoi il est nommé professeur de théologie systématique et pratique à Zurich et abandonne ses fonctions pastorales. Il occupera ce poste jusqu’en 1955, tout en faisant de fréquentes tournées de conférences en Europe continentale, en Grande-Bretagne et aux États-Unis,.
En 1932, Emil Brunner s'associe au mouvement du Groupe d'Oxford, lancé par le pasteur américain Frank Buchman et qui connaît à l'époque un fort développement dans de nombreux pays, y compris en Suisse, où le professeur zurichois Theophil Spoerri en est l'un des principaux promoteurs. Il admire la capacité du Groupe d'Oxford à élargir l'audience du christianisme dans les élites intellectuelles et il développe au contact de ce mouvement, qui insiste sur la recherche de l'inspiration divine dans la méditation silencieuse, une vision du travail de l'Esprit saint, comme un point de contact (Berührungspunkt) entre l'Homme et Dieu, à l'initiative de Dieu, et comme force agissante dans l’Église. 
En 1934 éclate une controverse publique qui oppose Emil Brunner à son ami et collègue Karl Barth. Sous-jacente dès 1929, la dispute devient ouverte en 1932 lorsque Brunner publie Die Frage nach dem Anknüpfungspunkt ("La question du point d'attache") et atteint son paroxysme en 1934 après la parution de Natur und Gnade ("La nature et la grâce"), où Brunner développe notamment l'idée que l'Homme dispose d'une prédisposition à recevoir la Révélation. Dès 1930, Barth avait répondu avec son ouvrage Die Théologie und der heutige Mensch, critiquant chez Brunner le fait de ne pas se contenter d'une théologie de la foi, de rechercher le dialogue avec l'incroyant et de ne pas reconnaître pour seule fonction à la théologie celle d'exposer la Révélation. Insistant sur l'incapacité radicale de l'homme à saisir Dieu, Barth dénonçait les doctrines du point d'attache et de l'image de Dieu développées par Brunner. Entre 1929 et 1934, la controverse se polarisa autour des thèmes de la théologie naturelle, de la révélation générale et de l'image de Dieu. Peut-être explicable par le contexte de la montée du nazisme, puisque Barth enseignait en Allemagne où il sera l'un des principaux rédacteurs de la Déclaration de Barmen, et qu'il croyait discerner dans les thèses de Brunner une amorce d'ouverture vers des idées non bibliques, la réaction de Barth fut violente et blessante, titrée Nein ! Antwort an Emil Brunner ("Non ! Réponse à Emil Brunner", 1934). Elle devait marquer une rupture durable entre les deux hommes,.
Brunner, qui est à l'apogée de sa carrière, vit au Japon de 1953 à 1955, et y enseigne l'éthique et la philosophie chrétiennes à l'Université chrétienne internationale, une université fondée en 1949 à Mitaka, dans la banlieue de Tokyo. Brunner s'intéressait vivement aux missions et au travail d'évangélisation au Japon et en Extrême-Orient. Cependant, la mauvaise santé de son épouse, dépressive, oblige le couple à rentrer en Suisse en 1955. Pendant le voyage de retour, Brunner lui-même est atteint d'une hémorragie cérébrale qui lui laisse de graves séquelles, notamment des troubles de l'élocution. Malgré plusieurs autres attaques cérébrales, il parvient à terminer le troisième et dernier volume de sa "Dogmatique", qu'il dicte à une amie de la famille Hanni Guanella-Zietzschmann et qui paraît en 1960. Il meurt à Zurich le 6 avril 1966, après trois mois d'une maladie grave, quelques heures après avoir reçu un message de son ancien ami devenu adversaire théologique Karl Barth qui l'assure que le temps est loin où il avait senti qu'il devait lui dire "non",.

## Théologie
Il est à la fois proche et différent de Karl Barth. « Comme Karl Barth il attaqua la théologie moderniste rationnelle et affirma une théologie de la Révélation. Selon lui, la foi chrétienne résulte d'une rencontre entre des individus et Dieu tel qu'il est révélé dans la Bible. En essayant de maintenir une (modeste) place pour la théologie naturelle dans son système, Brunner refusa d'accepter le divorce radical entre la grâce et la conscience humaine, tel que Barth le proposait. ».
L'approche de Brunner n'a pas été approuvée dans tous les milieux théologiques. Les libéraux l'ont en général rejeté, au même titre que Barth, comme trop bibliciste et pessimiste, et les fondamentalistes ont qualifié sa néo-orthodoxie de "nouveau modernisme" (par exemple Cornelius Van Til). Malgré cela, un libéral revendiqu comme Wilhelm Pauck et un évangélique conservateur comme Carl F. H. Henry ont trouvé dans la théologie de Brunner beaucoup d'aspects stimulants et admirables.
Enfin Brunner se donne pour règle de rendre la théologie accessible à tous. "La vraie théologie", écrivait-il, "n'est pas seulement destinée aux experts, mais à tous ceux pour qui les questions religieuses sont aussi des problèmes de pensée".

## Œuvres
Les ouvrages d'Emil Brunner sont souvent restés sans traduction française; sa dogmatique était cependant l'une de celles que les futurs pasteurs réformés français avaient le droit d'étudier. Les livres suivants ont été publiés en français :
- Dogmatique I :  La doctrine chrétienne de Dieu, éditeur : Labor et Fides (ISBN 9782830903799)
- Dogmatique II :  La doctrine chrétienne de la Création et de la rédemption, éditeur : Labor et Fides (ISBN 9782830903812)
- Dogmatique III :  La doctrine chrétienne de l'Église, éditeur : Labor et Fides (ISBN 2830903838)
- Les Églises, les groupes et l'Église de Jésus-Christ, éditeur : Labor et Fides (ISBN 9782830912937)
- Le malentendu de l'Église (das Missverständnis der Kirche). Éditions H.Messeiller, Neuchâtel, 1956.
- Ration de Réserve (traduction Elisabeth et Alfred Werner), coll. Pages suisses, Cahier No 7, Genève, Kundig, 1942.
- Notre foi, éditeur : Éditions La Concorde, Lausanne, 1935